# ブリタニア (戦列艦・1762年)
| ブリタニア                                                             | ブリタニア |
| 右から順にブリタニア、ラ・ホーグ (不明確) 、サンティシマ、ヴィクトリー | 右から順にブリタニア、ラ・ホーグ (不明確) 、サンティシマ、ヴィクトリー                                                                                       |
| 艦歴                                                                   | 艦歴 |
| ---------------------------------------------------------------------- | --- |
| 運用者                                                                 | イギリス海軍 |
| 建造                                                                   | ポーツマス工廠 |
| 起工                                                                   | 1751年7月1日 |
| 進水                                                                   | 1762年10月19日 |
| 改名                                                                   | プリンセス・ロイヤル (1810年1月6日) セント・ジョージ (1812年1月18日） バーフラー (1819年6月2日）                                                             |
| その後                                                                 | 1825年解体 |
| 戦歴                                                                   | スパルテル岬の海戦 ジェノヴァの海戦 サン・ビセンテ岬の海戦 トラファルガーの海戦                                                                              |
| 性能諸元                                                               | |
| クラス                                                                 | 100門1等戦列艦 (1745年の寸法規定準拠) |
| トン数                                                                 | 2116bm |
| 全長                                                                   | 砲列甲板：178ft (54.3m) |
| 全幅                                                                   | 51ft (15.5m) |
| 深さ                                                                   | 船倉：21ft 6in(6.6m) |
| 推進                                                                   | 帆走（3本マストシップ） |
| 兵装                                                                   | 100門： 上砲列：12ポンド（5kg）砲28門 中砲列：24ポンド（11kg）砲28門 下砲列：42ポンド（19kg）砲28門 後甲板：12ポンド（5kg）砲6門 船首楼：6ポンド（3kg）砲4門 |

ブリタニア (HMS Britannia) はイギリス海軍の100門1等戦列艦。同名の戦列艦としては2代目となる。

## 建造
ブリタニアは1751年4月25日に、1745年の寸法規定に沿うよう設計された100門艦として、ポーツマス工廠に発注された。1751年7月1日、ドックに竜骨が敷かれ、1762年10月19日に進水した。建造と艤装にかかった費用は合計で45,844ポンド2シリング8ペンスだった。
建造時は42ポンド (19kg) 砲を下甲板に搭載していたが、後に全て32ポンド (15kg) 砲に換装された。また、1790年代に後甲板の12ポンド（5kg）砲10門と、船首楼の6ポンド（3kg）砲2門が撤去され、同数の32ポンドカロネード砲に置き換えられた。

## 艦歴とエピソード
ブリタニアは1778年9月に試験航海を行い、アメリカ独立戦争中に就役した。1793年から1795年にかけて、海軍中将ウィリアム・ホザム提督の旗艦を務めた。さらに1797年のサン・ビセンテ岬の海戦や、1805年のトラファルガーの海戦に参加した。トラファルガーの海戦ではノーセスク伯で白色海軍少将のウィリアム・カーネギーの将官旗を掲げた。この海戦でブリタニアは戦死10人、負傷42人を出した。そして翌1806年にプリマスで修理と整備のためドック入りした。
また、この船は改名が多かった。1810年1月6日にプリンセス・ロイヤル (HMS Princess Royal) となり、1812年1月18日にはセント・ジョージ (HMS St. George) 、そして1819年6月2日にはバーフラー (HMS Barfleur) と名前が変わった。
ブリタニアはアメリカ海軍のフリゲート、コンスティチューションの前に「オールド・アイアンサイズ(en)」として知られていた。
この船は、1825年2月にプリマスで解体された。